# Nio EC6
Der Nio EC6 ist ein als SUV-Coupé vermarktetes Elektroauto des chinesischen Automobilherstellers Nio.

## 1. Generation (2020–2023)

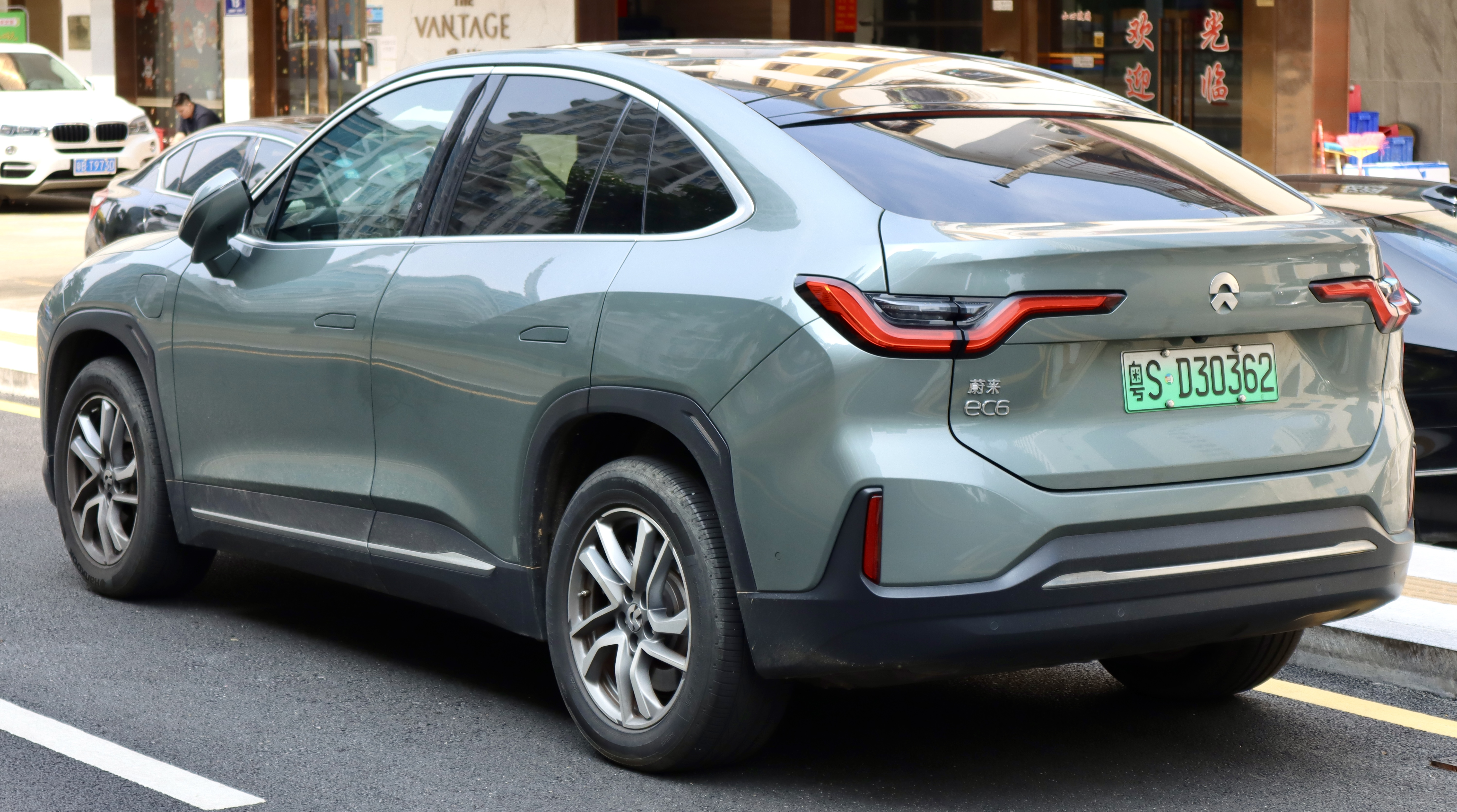
Heckansicht

Vorgestellt wurde die erste Generation des auf dem Nio ES6 basierenden Fahrzeugs Ende Dezember 2019 während des Nio Days. Zwischen Juli 2020 und Februar 2023 wurde es auf dem chinesischen Heimatmarkt angeboten. Die Produktion erfolgte in Hefei.

### Technische Daten
Der EC6 war in zwei Leistungsvarianten erhältlich. Ein Permanentmagnet-Synchronmotor leistet an der Vorderachse immer 160 kW (218 PS). Im Basismodell kommt dieser Motor auch an der Hinterachse zum Einsatz, das Top-Modell verwendet stattdessen an der Hinterachse einen Induktionsmotor mit 240 kW (326 PS). Zum Marktstart waren zwei Akkugrößen erhältlich. Der schwächere hat einen Energieinhalt von 70 kWh, die stärkere von 100 kWh. Sie sollen an Wechselstationen getauscht werden können.
|                            | Sport                                          | Performance                                    |
| -------------------------- | ---------------------------------------------- | ---------------------------------------------- |
| Bauzeitraum                | 07/2020–02/2023                                | 07/2020–02/2023                                |
| Motorkenndaten             |                                                |                                                |
| Motorart                   | 2 Elektromotoren                               | 2 Elektromotoren                               |
| max. Leistung              | vorn: 160 kW (218 PS) hinten: 160 kW (218 PS)  | vorn: 160 kW (218 PS) hinten: 240 kW (326 PS)  |
| max. Drehmoment            | 610 Nm                                         | 725 Nm                                         |
| Kraftübertragung           |                                                |                                                |
| Antrieb                    | Allradantrieb                                  | Allradantrieb                                  |
| Getriebe                   | Festes Übersetzungsverhältnis                  | Festes Übersetzungsverhältnis                  |
| Messwerte                  |                                                |                                                |
| Höchstgeschwindigkeit      | 200 km/h                                       | 200 km/h                                       |
| Beschleunigung, 0–100 km/h | 5,4 s                                          | 4,5 s                                          |
| Batterie                   | Lithium-Ionen-Akkumulator: 70 kWh bzw. 100 kWh | Lithium-Ionen-Akkumulator: 70 kWh bzw. 100 kWh |
| Reichweite nach NEFZ       | 430 km bzw. 605 km                             | 440 km bzw. 615 km                             |

## 2. Generation (seit 2023)

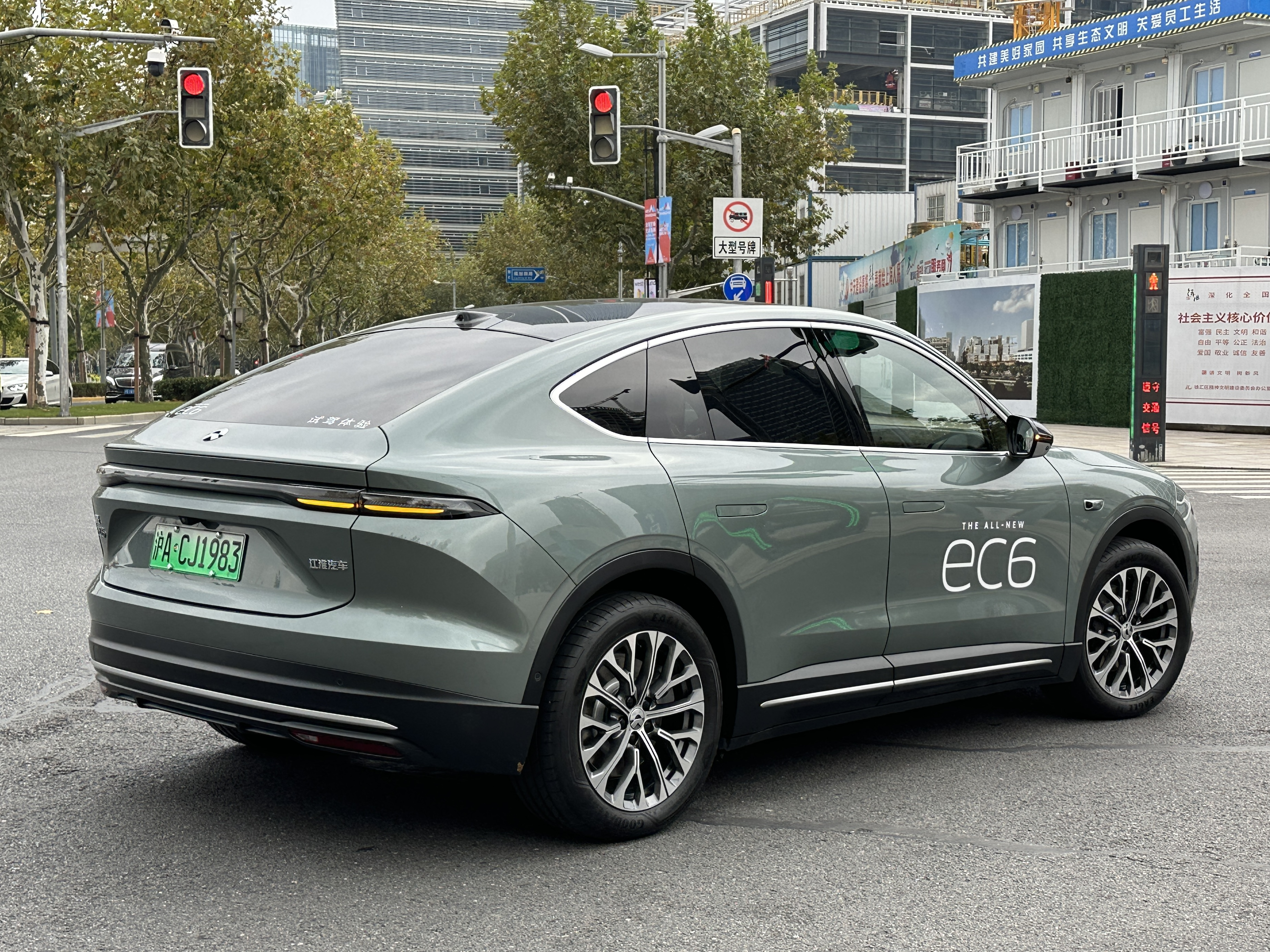
Heckansicht

Die zweite Generation wurde erstmals im Februar 2023 vorgestellt. Im September 2023 kam sie auf dem chinesischen Heimatmarkt in den Handel. Eine überarbeitete Version der Baureihe präsentierte Nio im Mai 2025.
Der neue EC6 basiert auch schon wie die zweiten Generationen von ES6 und ES8 auf einer neuen, „NT2.0“ genannten Plattform. Die Abmessungen ändern sich gegenüber der ersten Generation nur geringfügig. Gebaut wird das Fahrzeug fortan in Anhui.

### Technische Daten
Die technischen Daten sind äquivalent zum ES6 der zweiten Generation. Den Antrieb übernimmt ein 150 kW (204 PS) starker Elektromotor an der Vorderachse und ein 210 kW (286 PS) starker Elektromotor an der Hinterachse. Die Höchstgeschwindigkeit wird mit 200 km/h angegeben. Der Akku ist wieder austauschbar.
|                            | EC6                                            |                               |
| -------------------------- | ---------------------------------------------- | ----------------------------- |
| Bauzeitraum                | seit 09/2023                                   |                               |
| Motorkenndaten             |                                                |                               |
| Motorart                   | 2 Elektromotoren                               |                               |
| max. Leistung              | vorn: 150 kW (204 PS) hinten: 210 kW (286 PS)  |                               |
| max. Drehmoment            | 700 Nm                                         |                               |
| Kraftübertragung           |                                                |                               |
| Antrieb                    | Allradantrieb                                  | Allradantrieb                 |
| Getriebe                   | Festes Übersetzungsverhältnis                  | Festes Übersetzungsverhältnis |
| Messwerte                  |                                                |                               |
| Höchstgeschwindigkeit      | 200 km/h                                       |                               |
| Beschleunigung, 0–100 km/h | 4,4 s                                          |                               |
| Batterie                   | Lithium-Ionen-Akkumulator: 75 kWh bzw. 100 kWh |                               |
| Reichweite nach CLTC       | 495 km bzw. 630 km                             |                               |